# Picton, Lennox en Nueva
Picton, Lennox en Nueva zijn een eilandengroep in het uiterste zuiden van Zuid-Amerika, ten oosten van Navarino en ten zuiden van Vuurland. De eilanden vallen onder de Chileense regio Magallanes y la Antártica Chilena.
De eilanden hebben samen een oppervlakte van 400 km² en bestaan naast de drie hoofdeilanden nog uit een aantal kleinere eilanden. Alle eilanden binnen de groep zijn onbewoond. De eilanden liggen in de Atlantische Oceaan en worden door het Beaglekanaal gescheiden van Vuurland.

## Beagleconflict
De eilanden werden in het verleden opgeëist door Argentinië. Dit conflict stond bekend als het Beagleconflict. In 1977 besloten Argentinië en Chili arbitrage in te roepen van het Verenigd Koninkrijk, dat de eilanden aan Chili toewees, maar Argentinië weigerde zich bij die beslissing neer te leggen. De Argentijnse militaire dictatuur besloot dat het conflict een goede methode was om de bevolking achter zich te krijgen en mobiliseerde. In 1978 stonden beide landen op het randje van een oorlog; sinds de Tweede Wereldoorlog waren er in Latijns-Amerika niet meer zoveel manschappen op de been gebracht. Toen de Chileense dictator Augusto Pinochet het bericht binnenkreeg dat de Argentijnse luchtmacht het bevel had gekregen Santiago te bombarderen besloot hij de Chileense marine richting Argentinië te sturen met de opdracht op alles te schieten wat bewoog.
Op het laatste moment kon door interventie van de Venezolaanse president Carlos Andrés Pérez, de president van de Verenigde Staten Jimmy Carter en paus Johannes Paulus II een oorlog op het nippertje worden afgewend. Argentinië en Chili besloten weer naar de onderhandelingstafel te gaan. In 1984 werd het Chileense gezag over de eilanden bevestigd en werd de maritieme grens verlegd ten gunste van Argentinië. Het conflict over de eilanden was een van de redenen voor de Chileense steun voor het Verenigd Koninkrijk tijdens de Falklandoorlog.